# Chiesa di San Simeone (Monterchi)
La chiesa di San Simeone è un edificio sacro che si trova a Monterchi.

## Storia e descrizione
La chiesa è ricordata fin dal 1230 nella giurisdizione del vescovo di Città di Castello. Le sue origini si legano al castello di Mons Herculis (Monterchi), dedicato a san Simeone e sottoposto alla signoria dei Tarlati da Pietramala, che ebbero fino al 1440 il patronato della chiesa. Dopo il passaggio alla nuova diocesi di Sansepolcro (1520), l'edificio originario fu ampliato e trasformato nel 1533.
L'aspetto attuale è il frutto di una totale ricostruzione nel 1830-1832 e di successivi interventi di restauro dopo i danni subiti nel 1890 e nel terremoto del 1917, fino all'ultimazione del campanile nel 1960.
All'interno è conservata un affresco staccato di Madonna col bambino scoperto nel 1917 nella cappella di Santa Maria di Momentana sotto la Madonna del parto di Piero della Francesca.
Dietro l'altare maggiore è collocata una tela con la Circoncisione, attribuita o a Durante Alberti o, più recentemente a Francesco Cungi.